# Jerry Martin (Komponist)
Jerry Martin (* 1965) ist ein Jazz- und New-Age-Komponist und ist in erster Linie für seine Arbeiten im Bereich der Videospiele bekannt. So schuf er die Soundtracks der Spielserien Die Sims und SimCity.

## Biografie
Jerry Martin erhielt seit seinem zehnten Lebensjahr Musikunterricht und spielte in verschiedenen Ensembles an der High School und am College Gitarre und Keyboard. Sein Studium an der California State University in Hayward (Kalifornien) schloss Martin mit einem Bachelor of Arts in Music Composition ab.
Danach begann er ein weiterführendes Studium am Center For Contemporary Music des Mills Colleges in Oakland (Kalifornien) und machte dort einen Abschluss als Master of Fine Arts. 1985 gründete er seine eigene Produktionsfirma Musicontrol, mit der er von 1985 bis 1995 Musik für unterschiedliche Zwecke (Videospiele, Fernseh- und Radiowerbung) komponierte und produzierte. Ab 1996 war Martin als Studio Audio Director und Lead Composer bei Maxis, heute Teil von Electronic Arts, angestellt. Von 1996 bis 2004 produzierte er in diesem Rahmen auch die Soundtracks der erfolgreichen Spieleserien Die Sims und SimCity.
Im Jahr 2005 gründete Martin ein neues Unternehmen, Jerry Martin Music, mit dem er aktuell verschiedene professionelle sowie private Musikprojekte durchführt.